# Joop Lankhaar
Jacob Joop Lankhaar, né le 12 septembre 1966 à Alphen-sur-le-Rhin, est un footballeur international néerlandais actif durant les années 1980 et 1990. Il joue au poste de défenseur central.

## Carrière en club
Joop Lankhaar fait ses débuts professionnels en 1984 sous les couleurs du FC La Haye, qui évolue alors en deuxième division néerlandaise. Après une première saison d'adaptation, il s'impose dans l'axe central de la défense dès sa deuxième saison au club, ponctuée par un titre de champion et une montée en Eredivisie, la première division nationale. Le joueur conserve sa place de titulaire après la montée et dispute notamment la finale de la Coupe des Pays-Bas 1986-1987, perdue après prolongation face à l'Ajax Amsterdam. Le club ajacide ayant également remporté la Coupe des coupes cette saison-là, le FC La Haye est également qualifié pour la prochaine édition. Joop Lankhaar dispute les quatre rencontres avec son club dans la compétition, dont il est éliminé en huitièmes de finale par les Young Boys Berne.
Ses bonnes prestations attirent l'attention du sélectionneur national Rinus Michels, qui le convoque pour un match de qualifications à l'Euro 1988. Au cours de la saison, il participe également au championnat d'Europe espoirs, où les Pays-Bas sont éliminés en demi-finale.
Durant l'été 1988, Joop Lankhaar décide de quitter le club pour tenter sa chance à l'étranger. Il rejoint les rangs du KRC Malines, tout juste promu en première division belge. Malheureusement, après une saison conclue en milieu de classement, il ne peut éviter la relégation à son équipe la saison suivante. Il passe ensuite trois saisons en Division 2 avec le club malinois, sans pouvoir jouer un rôle en vue en championnat.
Toutefois, en juillet 1993, Joop Lankhaar retrouve l'élite belge en signant un contrat au Lierse. Titulaire lors de sa première saison au club, il perd sa place la saison suivante et ne joue que deux rencontres de championnat. Il décide alors de retourner dans son pays d'origine et rejoint les rangs du FC Dordrecht durant l'été 1995. Il joue durant quatre saisons en deuxième division des Pays-Bas puis prend sa retraite sportive en 1999.

### Statistiques
| Saison                | Club                  | Championnat           | Championnat | Championnat | Coupe(s) nationale(s) | Coupe(s) nationale(s) | Compétition(s) continentale(s) | Compétition(s) continentale(s) | Compétition(s) continentale(s) | Total | Total |
| Saison                | Club                  | Division              | M.          | B.          | M.                    | B.                    | Comp.                          | M.                             | B.                             | M.    | B.    |
| 1984-1985             | FC La Haye            | Eerste divisie        | 5           | 0           | -                     | -                     | -                              | 0                              | 0                              | 5     | 0     |
| 1985-1986             | FC La Haye            | Eerste divisie        | 31          | 0           | -                     | -                     | -                              | 0                              | 0                              | 31    | 0     |
| 1986-1987             | FC La Haye            | Eredivisie            | 31          | 0           | -                     | -                     | -                              | 0                              | 0                              | 31    | 0     |
| 1987-1988             | FC La Haye            | Eredivisie            | 27          | 1           | -                     | -                     | C2                             | 4                              | 0                              | 31    | 1     |
| Sous-total            | Sous-total            | Sous-total            | 94          | 1           | -                     | -                     | -                              | 4                              | 0                              | 98    | 1     |
| 1988-1989             | KRC Malines           | Division 1            | 34          | 1           | -                     | -                     | -                              | 0                              | 0                              | 34    | 1     |
| 1989-1990             | KRC Malines           | Division 1            | 29          | 0           | -                     | -                     | -                              | 0                              | 0                              | 29    | 0     |
| 1990-1991             | KRC Malines           | Division 2            | 28          | 2           | -                     | -                     | -                              | 0                              | 0                              | 28    | 2     |
| 1991-1992             | KRC Malines           | Division 2            | 28          | 0           | -                     | -                     | -                              | 0                              | 0                              | 28    | 0     |
| 1992-1993             | KRC Malines           | Division 2            | 28          | 1           | -                     | -                     | -                              | 0                              | 0                              | 28    | 1     |
| Sous-total            | Sous-total            | Sous-total            | 147         | 4           | -                     | -                     | -                              | 0                              | 0                              | 147   | 4     |
| 1993-1994             | K Lierse SK           | Division 1            | 24          | 0           | -                     | -                     | -                              | 0                              | 0                              | 24    | 0     |
| 1994-1995             | K Lierse SK           | Division 1            | 2           | 0           | -                     | -                     | -                              | 0                              | 0                              | 2     | 0     |
| Sous-total            | Sous-total            | Sous-total            | 26          | 0           | -                     | -                     | -                              | 0                              | 0                              | 26    | 0     |
| 1995-1996             | FC Dordrecht          | Eerste divisie        | 32          | 2           | -                     | -                     | -                              | 0                              | 0                              | 32    | 2     |
| 1996-1997             | FC Dordrecht          | Eerste divisie        | 25          | 0           | -                     | -                     | -                              | 0                              | 0                              | 25    | 0     |
| 1997-1998             | FC Dordrecht          | Eerste divisie        | 31          | 1           | -                     | -                     | -                              | 0                              | 0                              | 31    | 1     |
| 1998-1999             | FC Dordrecht          | Eerste divisie        | 16          | 0           | -                     | -                     | -                              | 0                              | 0                              | 16    | 0     |
| Sous-total            | Sous-total            | Sous-total            | 104         | 3           | -                     | -                     | -                              | 0                              | 0                              | 104   | 3     |
| Total sur la carrière | Total sur la carrière | Total sur la carrière | 371         | 8           | -                     | -                     | -                              | 4                              | 0                              | 375   | 8     |

### Palmarès
- 1 fois champion des Pays-Bas de deuxième division en 1986 avec le FC La Haye

## Carrière en équipe nationale
Joop Lankhaar est appelé une fois en équipe nationale néerlandaise, le 16 décembre 1987 pour une rencontre jouée dans le cadre des éliminatoires de l'Euro 1988 contre la Grèce. Il dispute l'intégralité de la rencontre, remportée 0-3 mais ne sera plus jamais appelé par la suite.
Le tableau ci-dessous reprend toutes les sélections de Joop Lankhaar. Le score des Pays-Bas est toujours indiqué en gras.
| Date       | Compétition                        | Adversaire | Lieu   | Score | Remarque |
| ---------- | ---------------------------------- | ---------- | ------ | ----- | -------- |
| 16/12/1987 | Éliminatoires Euro 1988 (Groupe 5) | Grèce      | Rhodes | 0-3   |          |